# Guatteria friesiana
Guatteria friesiana là loài thực vật có hoa thuộc họ Na. Loài này được Erkens & Maas mô tả khoa học đầu tiên năm 2008.

## Phân bố và môi trường sống
G. friesiana phân bố tự nhiên ở miền nam Colombia và Brazil (bang Amazonas).